# Едуард (озеро)
Е́дуард — озеро в Центральній Африці, на кордоні між Угандою і Демократичною Республікою Конго, за декілька кілометрів на південь від екватора. Належить до басейну річки Ніл. Найменше з великих озер Африки.

## Етимологія
Названо на честь Едуарда VII, старшого сина королеви Вікторії, на честь якої, у свою чергу, названо інше велике озеро Африки — Вікторія. Назву озеру дав Генрі Мортон Стенлі, котрий відвідав озеро в 1888. Згодом озеро було перейменоване в Іді-амін на честь диктатора Уганди Іді Аміну, але після того, як його було скинуто в 1979 р. озеру було повернено первинну назву.

## Опис

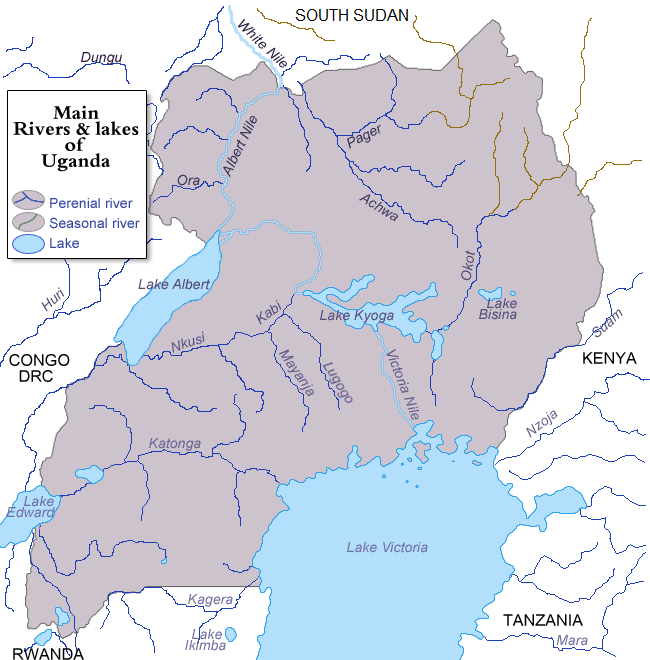
Річки та озера Уганди

Озеро розташоване на висоті 920 м, 77 км завдовжки і 40 км завширшки, глибина до 111 м. Площа поверхні озера становить 2325 км² (15-те за розміром на континенті). Утворилось в тектонічній западині (західна гілка Східноафриканської рифтової системи). Живлення переважно за рахунок атмосферних опадів (60 %).
В озеро Едвард впадають річки Ніамугасані, Ішаша, Рутсуру і Рвінді. Вода з озера витікає на півночі через річку Семліки в озеро Альберт. Озеро Едвард також сполучається через канал Казінга з озером Джордж на північному сході.
Озеро багате на рибу (близько 40 видів, є місцем перебування численних водоплавних птахів, тут водяться бегемоти. Озеро входить до складу національного парку Вірунга.